# Oliver Twist (film, 1933)
Pour les articles homonymes, voir Oliver Twist (homonymie).
Pour plus de détails, voir Fiche technique et Distribution.
Oliver Twist est un film américain réalisé par William J. Cowen, sorti en 1933.
C'est une des nombreuses adaptations du célèbre roman de Charles Dickens.

## Synopsis
Un jeune orphelin du Londres des années 1830 est maltraité dans un hospice, puis tombe dans les griffes d'une bande de voleurs.

## Fiche technique
- Réalisation : William J. Cowen
- Scénario : Elizabeth Meehan d'après le roman Oliver Twist de Charles Dickens
- Producteur : I.E. Chadwick
- Photographie : J. Roy Hunt
- Montage : Carl Pierson
- Genre : Mélodrame[1]
- Production : Chadwick Pictures Corporation
- Distributeur : Monogram Pictures
- Durée : 80 minutes
- Date de sortie : 28 février 1933

## Distribution

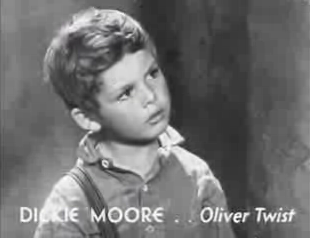
Dickie Moore dans le rôle d'Oliver Twist.

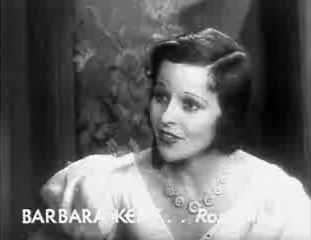
Barbara Kent.

- Dickie Moore : Oliver Twist
- Irving Pichel : Fagin
- William Boyd : Bill Sikes
- Doris Lloyd : Nancy Sikes
- Alec B. Francis : Mr. Brownlow
- Barbara Kent : Rose Maylie
- Sonny Ray : The Artful Dodger
- George K. Arthur : Toby Crackit
- George Nash : Charles Bates
- Clyde Cook : Chitfing
- Lionel Belmore : Mr. Bumble
- Tempe Pigott : Mrs. Corney
- Nelson McDowell : Mr. Sowerberry
- Virginia Sale : Mrs. Sowerberry
- Harry Holman : Grimwig
- Bobby Nelson : Noah Claypole